# Wormaldia arcopa
Wormaldia arcopa là một loài Trichoptera trong họ Philopotamidae. Chúng phân bố ở miền Tân bắc.